# 129214 Gordoncasto
129214 Gordoncasto este o planetă minoră (asteroid) din centura de asteroizi. A fost descoperită pe 4 iulie 2005 la Mount Lemmon⁠(d) de Mount Lemmon Survey⁠(d). 
Obiectul prezintă o orbită caracterizată de o semiaxă mare de 2,9786957893681 UAi, o excentricitate de 0,05, o înclinație de 2,6 ° în raport cu ecliptica.